# Georg Britting

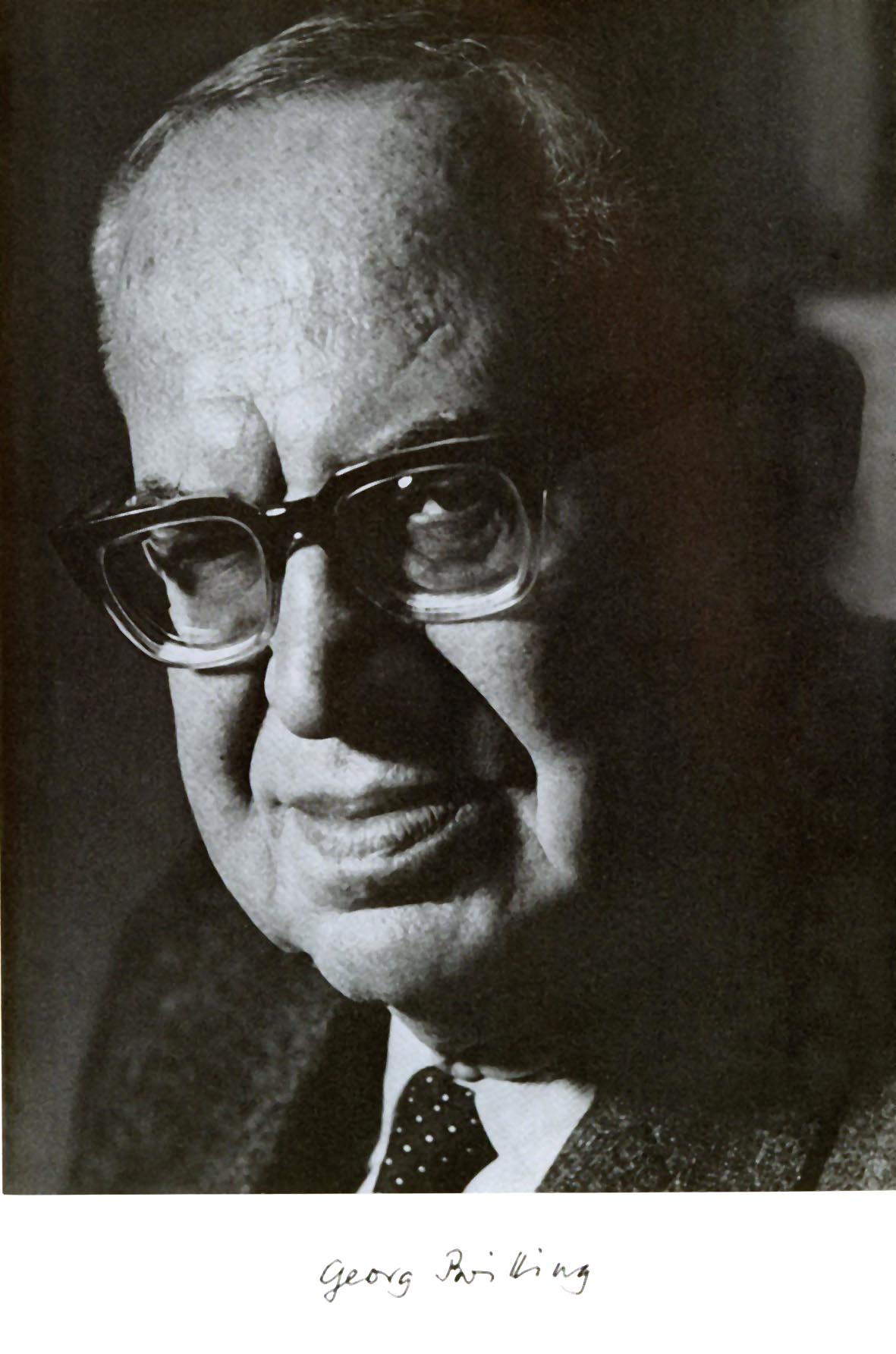
Georg Britting

Georg Josef Britting (* 17. Februar 1891 in Regensburg; † 27. April 1964 in München) war ein deutscher Schriftsteller und Dichter. Sein Schaffen wurde vom literarischen Expressionismus beeinflusst; gelegentlich wird es dem Magischen Realismus zugeordnet: In scheinbar idyllischen Bildern entwickeln sich oft unwirklich anmutende, verstörende, bisweilen groteske und erschreckende Handlungen. Britting schrieb nicht in Mundart; seine künstlerisch komponierte Sprache spiegelt jedoch in Satzbau und Wortwahl Eigenheiten des süddeutschen Idioms wider. Als Dichter war Britting ein Meister konzentrierter, „dichter“ Aussagen, was auf seine Prosa abfärbte.

## Leben

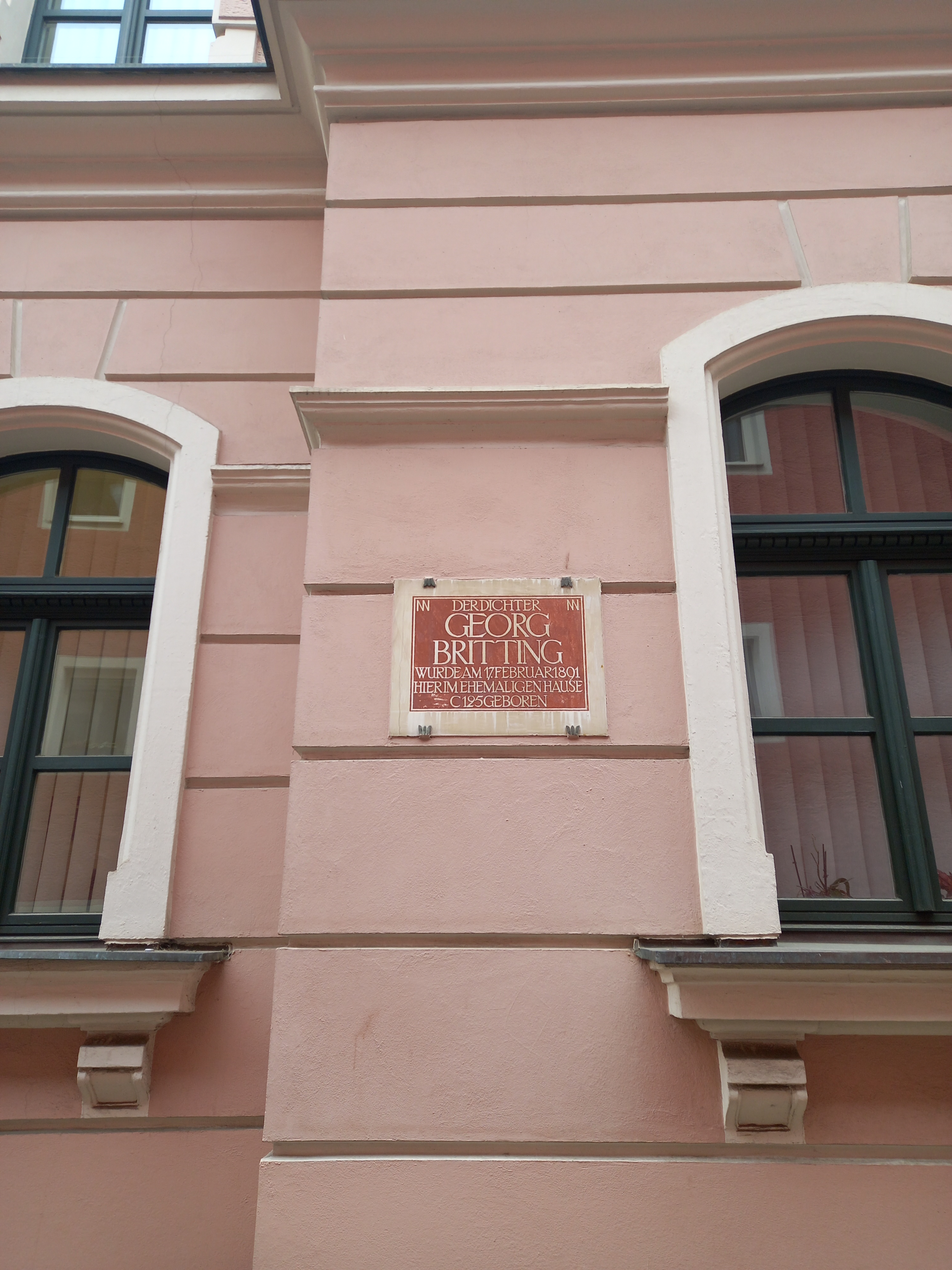
Gedenktafel am Geburtshaus in der Alten Manggasse in Regensburg

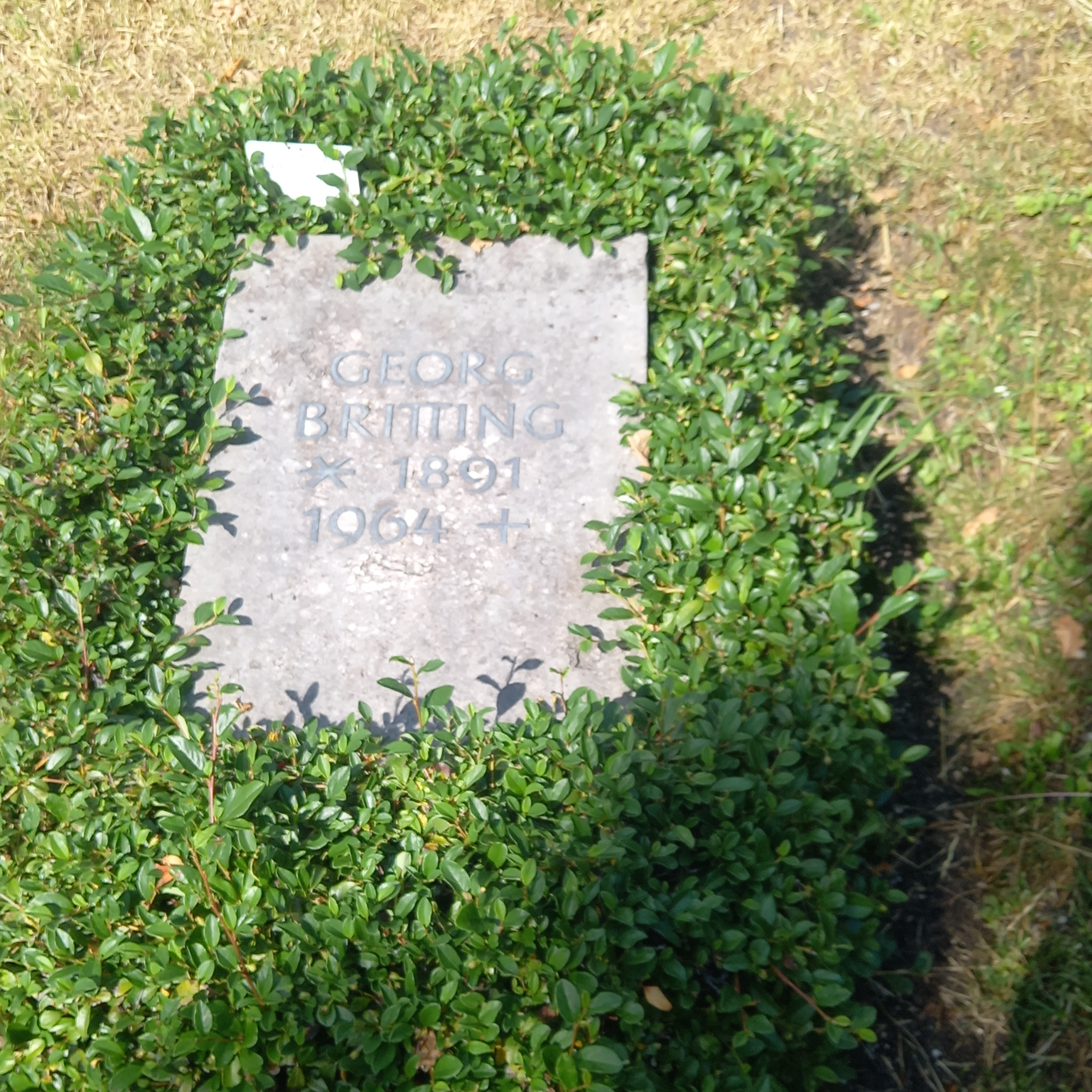
Das Grab von Georg Britting auf dem Nordfriedhof (München)

Georg Britting wurde in der Alten Manggasse in Regensburg geboren; aufgewachsen ist er in der Engelburgergasse nahe der Donau (daher die von ihm selbst genährte Legende, er sei „auf einer Donauinsel“ zur Welt gekommen). Ab 1911 publizierte er Gedichte, Feuilletons, Buch- und Schauspielrezensionen in den liberalen Regensburger Neuesten Nachrichten. 1913 wurde sein heute verschollener Einakter-Zyklus An der Schwelle im Stadttheater Regensburg uraufgeführt. Im selben Jahr begann Britting ein Studium an der Königlichen Akademie für Landwirtschaft und Brauerei in Weihenstephan. Ab 1914 nahm er als Freiwilliger am Ersten Weltkrieg teil. Gedichte Brittings erschienen in Armeezeitungen. 1918 kehrte er als Leutnant nach zweimaliger Verwundung und mit Auszeichnungen dekoriert nach Regensburg zurück, schloss sich dem dortigen Arbeiter- und Soldatenrat an und wurde Theaterkritiker der sozialdemokratischen Neuen Donau-Post (ab 1920 Volkswacht für Oberpfalz und Niederbayern).
Zusammen mit dem Maler Josef Achmann (1885–1958) gab er Die Sichel heraus, eine Zeitschrift für Dichtung und Grafik. Hier erschien u. a. die erste Fassung von Brittings Erzählung Marion. 1921 wurde Die Sichel wegen der Inflation eingestellt; Britting folgte Josef Achmann nach München und arbeitete als freier Schriftsteller. Er schrieb für zahlreiche Zeitungen und Zeitschriften, darunter die Frankfurter Zeitung und die Kölnische Zeitung. Seine Stücke Das Storchennest (1922), Die Stubenfliege (UA München 1923) und Paula und Bianka (UA Dresden 1928) fanden dabei weniger Resonanz als seine Gedichte und Erzählungen, von denen einige mehrfach in Zeitungen und Zeitschriften nachgedruckt wurden und auch Eingang in Lese- und Schulbücher fanden. 1928 gewann Britting einen Hauptpreis im Novellen-Wettbewerb der Berliner Illustrirten Zeitung und erhielt ein Stipendium des Ullstein Verlages. 1932 veröffentlichte Britting mit dem Lebenslauf eines dicken Mannes, der Hamlet hieß seinen einzigen Roman.
Während der Zeit des Nationalsozialismus publizierte Britting regelmäßig in der von Paul Alverdes und Karl Benno von Mechow herausgegebenen Literaturzeitschrift Das Innere Reich. Sein Buch Die kleine Welt am Strom (1933), Erzählungen und Gedichte über Regensburg, erreichte eine Gesamtauflage von 50.000 Exemplaren. 1935 wurde er mit dem Münchner Dichterpreis ausgezeichnet. 1938 fungierte er als Preisrichter eines Lyrikwettbewerbs der Zeitschrift Die Dame. Seine Texte fanden Eingang in zahlreiche Schulbücher des „Dritten Reiches“.
Zum Teil profitierte Britting dabei von seinem Münchner Verlag Langen-Müller, der sich bemühte, ihn als völkisch-nationalen Autor aufzubauen, ein Bemühen, das Britting unterstützte, indem er wiederholt auf sein „Fronterlebnis“ im Ersten Weltkrieg verwies. So präsentierte er sich in einem selbst verfassten Lebenslauf, den er 1934 in der Anthologie Rufe in das Reich. Die heldische Dichtung von Langemarck bis zur Gegenwart publizierte: „Wer vier Jahre Schützengrabengemeinschaft erfuhr und erlebte, der konnte hinfort nichts anderes mehr sein als national und sozial zugleich.“ Im Oktober 1936 gehörte er zu den Teilnehmern des Treffen der Dichter des Krieges in Berlin, die ein Telegramm an Hitler richteten, in dem sie „ihrem Führer und Reichskanzler im Gedenken der Kameradschaft der Front und Dankbarkeit für die Wiedergewinnung deutscher Wehrhaftigkeit das Gelöbnis unwandelbarer Treue“ bekundeten. Hans Sarkowicz und Alf Mentzer bewerten sowohl Brittings Haltung zum „Dritten Reich“ als auch die Reaktionen der NS-Literaturkritik auf sein Werk als fortdauernd ambivalent. Sie verweisen einerseits auf ein Gedicht, das Britting aus Begeisterung über den Anschluss Österreichs 1938 auf Hitler verfasste. Darin rühmte Britting die „Helden der Schlacht“, die geschafft hätten, was „nicht mehr zu hoffen gewagt“ worden sei. Andererseits nennen Sarkowicz und Mentzer das Gedicht Die freiwilligen Knaben, in dem sich Britting ein Jahr später kritisch mit den von den Nationalsozialisten heroisierten Gefallenen von Langemarck auseinandersetzte. Der Wiener NS-Studentenführer Robert Müller und der Leiter des Wiener Kulturamtes Gerhard Stenzel beschwerten sich daraufhin bei der Schriftleitung der Zeitschrift Das Innere Reich. Nach der deutschen Besetzung Polens erschienen weit über 50 Textbeiträge Brittings in der Krakauer Zeitung, dem NS-Organ für das besetzte polnische Generalgouvernement. Da er sich von Thomas Manns Kritik an den Schriftstellern der sogenannten Inneren Emigration getroffen fühlte (Ein  Geruch  von  Blut  und  Schande  haftet  ihnen  an), blieb er 1949 demonstrativ dem Empfang der Akademie der Schönen Künste in München zu Ehren Manns fern.
Britting heiratete 1946 die Schauspielerin Ingeborg Fröhlich (* 31. August 1918; † 18. Oktober 2011). Ab 1951 wohnte er mit ihr am Sankt-Anna-Platz in München, wo er auch starb. Zu seinem Münchner Freundeskreis zählten u. a. die Kollegen Eugen Roth, Georg von der Vring, Georg Schneider und Curt Hohoff. Er war Mitglied der Bayerischen Akademie der Schönen Künste, in der er mit Clemens Podewils zusammenarbeitete und junge Autoren wie Cyrus Atabay, Heinz Piontek und Albert von Schirnding förderte. Er wurde 1958 in die Berliner Akademie der Künste gewählt und erhielt in den 1950er und 1960er Jahren weitere Preise und Auszeichnungen.

## Ehrungen und Mitgliedschaften
- 1935 Literaturpreis der Landeshauptstadt München
- 1948 Ordentliches Mitglied der Bayerischen Akademie der Schönen Künste
- 1951 Albertus-Magnus-Medaille der Stadt Regensburg
- 1953 Immermann-Preis der Stadt Düsseldorf
- 1958 Ehrengabe des Kulturkreises im Bundesverband der Deutschen Industrie[6]; Ordentliches Mitglied der Akademie der Künste (Berlin)
- 1959 Großes Bundesverdienstkreuz
- 1961 Bayerischer Verdienstorden; Großer Preis von Nordrhein-Westfalen
- 1963 Kulturpreis Ostbayern
- 1964 Schwabinger Kunstpreis (Ehrenpreis postum)
- 2000 Aufnahme einer Britting-Büste von Max Wagner (* 1956) in die bayerische Ruhmeshalle

- Nach Britting benannte Straßen und Wege:

Brittingweg im Münchener Stadtteil Neuperlach (1976), Brittingstraße im Stadtsüden von Regensburg (19??), Brittingstraße in Ingolstadt (Mailing-Feldkirchen; 19??), Georg-Britting-Straße in Lappersdorf (19??), Georg-Britting-Straße in Nittendorf (19??), Brittingweg in Mainburg (19??)

## Werke

### Erstausgaben
- Der verlachte Hiob (Erzählungen). Darmstadt-Traisa (Arkaden / Ernst-Ludwig-Presse) 1921. – Inhalt: Die Irren; Totentanz; Jor auf der Flucht; Das Fest der Vierhundert; Kain; Der Tod des Don Quichotte; Hiob
- Das Storchennest. Eine Komödie. Darmstadt-Traisa (Arkaden) 1922. – Vorabdrucke des 1. Akts (Der Mann im Mond. Ein Schattenspiel. Heidelberg [H. Meister] 1920) und des 3. Akts (Das Storchennest. Ein Akt einer Komödie. Mit einem Holzschnitt von Josef Achmann. Hamburg [Adolf Harms] 1921)
- Das Herz. Ein Tanz auf dem Seil in einem Akt. In: Die rote Erde, hrsg. von Karl Lorenz (1888–1961), Hamburg 1923
- Michael und das Fräulein und andere Geschichten. Frankfurt (Iris) 1927. – Inhalt Die schöne Handschuhverkäuferin; Das Haus zur heiligen Dreifaltigkeit; Monika; Ambros; Die Windhunde; Das Duell der Pferde; Der Berg; Hochwasser; Michael und das Fräulein
- Gedichte. Dresden (Wolfgang Jess) 1930. – 21 Gedichte (mit geringen Änderungen 1935 übernommen in Der irdische Tag)
- Lebenslauf eines dicken Mannes, der Hamlet hieß. Roman. München (Langen-Müller) 1932. – Widmung: Für Josef Achmann. – Kapitel: Das Landhaus (Erstdruck 1928); Die Hofdamen; Im Feldlager, hinten; Im Feldlager, vorn; Der Sieger; Salat gegen die Hitze; Punsch gegen die Kälte; Hinter der weißen Mauer
- Die kleine Welt am Strom. Geschichten und Gedichte. München (Langen-Müller) 1933. – Inhalt: Der Franzose und das Ferkel; Der unflätige Hirte; Brudermord im Altwasser; Hochwasser (Neufassung); Fischfrevel an der Donau; Lästerliche Tat; Das Haus zur heiligen Dreifaltigkeit (Neufassung); dazwischen 8 Gedichte (1935 übernommen in Der irdische Tag)
- Das treue Eheweib. Erzählungen. München (Langen-Müller) 1933. – Widmung: Für Paul Alverdes. – Inhalt: Das treue Eheweib; Das Duell der Pferde (Neufassung); Die Windhunde (Neufassung); Das Waldhorn; Das Gespann des Vetters; Die Geschichte der Monika (Neufassung von Monika); Der Sieger; Der Major; Das betrogene Fräulein; Die Frankreichfahrt; Flandrischer Fasching; Die Tischdecke
- Der irdische Tag. Gedichte. Langen-Müller, München 1935. – 107 Gedichte (darunter die Gedichte vom Strom)
- Der bekränzte Weiher. Erzählungen. Langen-Müller, München 1937. – Inhalt: Der bekränzte Weiher; Der Sturz in die Wolfsschlucht; Donaufischer und Mädchenhändler;[7] Die Rettung; Die Wallfahrt; Die Schwestern
- Das gerettete Bild. Erzählungen. Langen Müller Verlag, München 1938. – Inhalt: Das gerettete Bild; Der törichte Knabe (Neufassung von Michael und das Fräulein); Das Fliederbäumchen; Das Liebespaar und die Greisin; Die Totenfeier; Der Berg Thaneller (Neufassung von Der Berg)
- Rabe, Roß und Hahn. Gedichte. München (Langen-Müller) 1939. – 45 Gedichte (darunter der Zyklus Der alte Mond)
- Der Schneckenweg. Erzählungen. München (Langen-Müller) 1941. – Inhalt: Der Schneckenweg; Valentin und Veronika; Der Eisläufer; Ulrich unter der Weide; Die Base aus Bayern; Der Verräter; Der Flüchtling; Das Märchen vom dicken Liebhaber
- Lob des Weines. Gedichte. Mit Zeichnungen von Max Unold. Hamburg (Hans Dulk) 1944. – 20 Gedichte. – Neuauflagen: Hamburg (Dulk) 1947 (25 Gedichte; ohne Zeichnungen); München (Carl Hanser) 1950 (52 Gedichte; mit teils neuen Zeichnungen von Unold)
- Die Begegnung. Gedichte. München (Nymphenburger Verlagshandlung) 1947. – Einleitungsgedicht und 70 Tod-Sonette
- Unter hohen Bäumen. Gedichte. München (Nymphenburger Verlagshandlung) 1951. – 74 Gedichte
- Afrikanische Elegie. Erzählung. München (Nymphenburger Verlagshandlung) 1953
- Letternspuk (Kurzprosa). Frankfurt am Main (D. Stempel) 1953. – Inhalt: Das hinkende E; Der nackte Shakespeare; Beim lautlosen Krähen des Messinghahns

### Gesamtausgaben
- Gesamtausgabe in Einzelbänden. München (Nymphenburger Verlagshandlung) 1957–1967:
  - Band 1: Gedichte 1919–1939. 1957
  - Band 2: Gedichte 1940–1951. 1957
  - Band 3: Erzählungen 1920–1936. 1958
  - Band 4: Erzählungen 1937–1940. 1959
  - Band 5: Erzählungen 1941–1960. 1960
  - Band 6: Lebenslauf eines dicken Mannes, der Hamlet hieß. 1960
  - Band 7: Der unverstörte Kalender. Nachgelassene Gedichte. Hrsg. von Ingeborg Britting und Friedrich Podszus [1899–1971]. 1965
  - Band 8: Anfang und Ende. Erzähltes und Dramatisches aus dem Nachlass. Hrsg. von Ingeborg Britting und Friedrich Podszus. 1967

- Sämtliche Werke. Kommentierte Ausgabe nach den Erstdrucken (Bde. 1–3) und nach den Fassungen letzter Hand (Bde. 4–5):
  - Band 1: Frühe Werke. Hrsg. von Walter Schmitz und Hans Ziegler. München (Süddeutscher Verlag) 1987. – Inhalt: Erzählungen, Bilder, Skizzen, ausgewählte Feuilletons (1911–1929) – Gedichte (1911–1929) – Dramen: Das Storchennest (1921); Das Herz (1923); Paula und Bianka (1921; UA 15. Mai 1928 Schauspielhaus Dresden, Aktuelle Bühne; Regie: Georg Kiesau); Die Stubenfliege (1923; UA 22. September 1923 Residenztheater München, Regie: Friedrich Basil [1862–1938]; mit Magda Lena [Anna], Otto Wernicke [Gruber]); Der Provinzler (1927, nur 1. Akt erhalten). – Hinweis auf verschollene Dramen, u. a. den Einakter-Zyklus Auf der Schwelle (UA 27. März 1913 Stadttheater Regensburg): Madame (zusammen mit Erwin Weill) / Potiphar / Der törichte Jüngling
  - Band 2: Gedichte 1930–1940. Hrsg. von Walter Schmitz. München/Leipzig (List) 1993. – Inhalt: Der irdische Tag (1935/1957); Rabe, Roß und Hahn (1939/1957); verstreut veröffentlichte Gedichte (1932–1940)
  - Band 3: Prosa 1930–1940
    - Teil 1: Lebenslauf eines dicken Mannes, der Hamlet hieß. Hrsg. von Walter Schmitz. München (Süddeutscher Verlag) 1990
    - Teil 2: Erzählungen und kleine Prosa. Hrsg. von Wilhelm Haefs. München (Süddeutscher Verlag) 1987. – Inhalt: Die kleine Welt am Strom; Das treue Eheweib; Der bekränzte Weiher; Das gerettete Bild; verstreute Prosa (1930–1937)

  - Band 4: Gedichte 1940–1964. Hrsg. von Ingeborg Schuldt-Britting. München/Leipzig (List) 1996. – Inhalt: Die Begegnung; Lob des Weines; Unter hohen Bäumen; Der unverstörte Kalender; verstreut veröffentlichte Gedichte (ca. 1939–1959)
  - Band 5: Prosa 1940–1964. Hrsg. von Ingeborg Schuldt-Britting. München/Leipzig (List) 1996. – Inhalt: Der Schneckenweg; Letternspuk; Afrikanische Elegie; Erzählungen, Bilder, Skizzen (späte Fassungen und Nachlass); Eglseder (Fragment)

- Ergänzungen zur zweiten Gesamtausgabe:
  - Georg Britting als Theaterkritiker in Regensburg 1912–1914 und 1918–1921. Eine Dokumentation. Hrsg. von Ingeborg Schuldt-Britting und Michael Herrschel. Frankfurt am Main u. a. (Peter Lang) 2002 (= Regensburger Beiträge zur deutschen Sprach- und Literaturwissenschaft; Reihe A, Quellen; 12) (mit Bibliographie). ISBN 3-631-38818-7.
  - Dr. Usnochs Duell mit dem Verhüllten. Phantastisches Spiel in fünf Akten von Michel Tting (= Georg Britting und Josef Michtl). In: Expressionismus in Regensburg. Texte und Studien. Hrsg. von Walter Schmitz und Herbert Schneidler. Regensburg (Mittelbayerischer Verlag) 1991
  - Briefe:
    - Aus goldenem Becher. Briefe von Georg Britting an Alex Wetzlar [1893–1957], 1939 und 1945–1957. Hrsg. von Ingeborg Schuldt-Britting. Frankfurt am Main u. a. (Peter Lang) 2004 (= Regensburger Beiträge zur deutschen Sprach- und Literaturwissenschaft; Reihe A, Quellen; 13). ISBN 3-631-51877-3.
    - Georg Britting: Briefe an Georg Jung [1901–1988], 1943–1963. Hrsg. von Ingeborg Schuldt-Britting. Höhenmoos 2005, ISBN 3-8335-9001-7.

- Sämtliche Werke. Taschenbuchausgabe in 23 Bänden. Hrsg. von Ingeborg Schuldt-Britting. Höhenmoos (Georg-Britting-Stiftung) 2008
  - Gedichte. ISBN 978-3-9812254-6-4.
    - Band 1: Der irdische Tag. ISBN 978-3-9812254-0-2.
    - Band 2: Rabe, Roß und Hahn. ISBN 978-3-9812254-1-9.
    - Band 3: Die Begegnung. ISBN 978-3-9812254-2-6.
    - Band 4: Lob des Weines. ISBN 978-3-9812254-3-3.
    - Band 5: Unter hohen Bäumen. ISBN 978-3-9812254-4-0.
    - Band 6: Der unverstörte Kalender. ISBN 978-3-9812254-5-7.

  - Prosa. ISBN 978-3-9812360-0-2.
    - Band 7: Die Windhunde. ISBN 978-3-9812360-1-9.
    - Band 8: Das treue Eheweib. ISBN 978-3-9812360-2-6.
    - Band 9: Das gerettete Bild. ISBN 978-3-9812360-3-3.
    - Band 10: Das Liebespaar und die Greisin. ISBN 978-3-9812360-4-0.
    - Band 11: Der Schneckenweg. ISBN 978-3-9812360-5-7.
    - Band 12: Die bestohlenen Äbte. ISBN 978-3-9812360-6-4.
    - Band 13: Anfang und Ende. ISBN 978-3-9812360-7-1.
    - Band 14: Eglseder. ISBN 978-3-9812360-8-8.
    - Band 15: Lebenslauf eines dicken Mannes, der Hamlet hieß. Roman. ISBN 978-3-9812360-9-5.
    - Band 16: Dramen. ISBN 978-3-9812254-8-8.
    - Band 17: Regensburger Bilderbögen – Journalistisches. ISBN 978-3-9812908-0-6.
    - Band 18: Italienische Impressionen. ISBN 978-3-9812908-1-3.
    - Band 19: Theaterkritiken. ISBN 978-3-631-38818-1.
    - Band 20: Briefe an Georg Jung. ISBN 978-3-9812908-3-7.
    - Band 21: Aus goldenem Becher – Briefe an Alex Wetzlar. ISBN 978-3-631-51877-9.
    - Band 22: Nachlese Gedichte. ISBN 978-3-9812908-5-1.
    - Band 23: Nachlese Prosa. ISBN 978-3-9812908-6-8.

### Sonstige Einzelausgaben
- Der Eisläufer. Nachwort: Armin Mohler. Stuttgart (Reclam) 1956. – Neuauflage 1997 (mit Bibliographie)
- Lebenslauf eines dicken Mannes, der Hamlet hieß. Stuttgart (Klett-Cotta) 1983 (= Cotta`s Bibliothek der Moderne, Band 11).
- Die kleine Welt am Strom. Nachwort: Dietrich Bode. Aachen (Rimbaud) 2006, ISBN 3-89086-588-7.
- Süßer Trug. Hundert Gedichte. Hrsg. von Ingeborg Schuldt-Britting. Nachwort: Katrin Höchtberger. Ebenhausen (Langewiesche-Brandt) 2000
- Die kleine Welt am Strom. Hörbuch. Regensburg (LOhrBär-Verlag) 2008, ISBN 978-3-939529-07-1.

## Vertonungen
- Hans-Jürgen von Bose:
  - 4 Lieder (1988; Für Greenpeace) für Sopran und 10 Instrumente (Flöte/Piccolo, Oboe, Klarinette/Bassklarinette, Fagott, Horn und Streicher: 1.1.1.1.1). Texte: Georg Britting [1–3] und Hans Magnus Enzensberger [4]

1. Der irdische Tag („Wessen der andre auch ist…“) – 2. Altweibersommer („Die Blätter gilben sich…“; aus: Der unverstörte Kalender) – 3. Mondnacht im Gebirge („Nebel, zauberzart Gebild…“; aus: Rabe, Roß und Hahn) – 4. nänie auf den apfel (Enzensberger) („hier lag der apfel…“)
- - Die Kapelle (2008) für Countertenor und Theorbe
- Walter J. Divossen (* 1938): Fröhlicher Regen (1986?) für gemischten Chor
- Kurt Fiebig: Zwei Lieder für Kinderchor und Schulorchester
- Dieter Frommlet: Stimmungen. Vier kleine Naturbilder für Frauenchor. Texte aus: Der irdische Tag

1. Die Sonnenblume („Über den Gartenzaun schob sie / Ihr gelbes Löwenhaupt…“) – 2. Fröhlicher Regen („Wie der Regen tropft…“) – 3. Der Strom („Der große Strom kam breit hergeflossen…“) – 4. Feuerwoge jeder Hügel
- Harald Genzmer: Solche, die in Schenken sitzen (aus: Lob des Weines). In: Vier Gedichte. (1962?) für Männerchor und Klavier zu 4 Händen. Texte: Georg Britting [3] und Carl Zuckmayer [1, 2, 4]
- Karl Haidmayer: Der wilde April (nach 1995?) für gemischten Chor
- Hugo Herrmann: Das himmlische Konzert („Der Jubelschall! Posaunen und die Flöten…“; aus: Die Begegnung). Finale in: Cantata concertante. Ein Himmlisches Konzert nach alter und neuer Dichtung (1964) für Sopran- und Bariton-Solo, 4-stimmigen gemischten Chor und Orchester (2.2.2.2 – 4.2.3.1 – Harfe, Celesta – Pauken, Schlagzeug[2] – Streicher). Texte: Johann Ardeger und Martin Luther [1], Rainer Maria Rilke [2], Hellmuth Scheffel [3], Manfred Hausmann [4], Des Knaben Wunderhorn(?) [5], Georg Britting [6]
- Karl Höller(?): (Zyklus; Titel und Texte nicht bekannt; vgl. Brittings Brief an Georg Jung vom 29. Juni 1948)
- Waldram Hollfelder:
  - Vier Lieder (1965) für gemischten Chor

1. Solche, die in Schenken sitzen – 2. Vor dem Gewitter – 3. Nach dem Regen – 4. Hoch am Berg
- - Begegnungen (1998?) für Frauenchor
- Hans Huyssen:
  - Sommerlieder (1994). Liederzyklus für Bariton, Akkordeon und Violoncello
  - 4 Britting-Lieder (1994/95) für Bariton und Orchester (3.3.3.2 – 4.3.3.1 – Harfe, Klavier – Pauken, Schlagzeug[2] – Streicher: 0.0.1.1.1). UA 3. März 1995 München
- Dieter Kreidler: Der Hahn (2000) für gemischten Chor a cappella
- Jens Joneleit: Die Stadt in allen Winden (1999). 7 Lieder für hohe Frauenstimme, Flöte/Altflöte/Bassflöte und Klavier. UA 10. Juli 1999 Regensburg (Weinschenk-Villa)

1. Süddeutsche Nacht („Das Schilf brummt einen tiefen Ton…“; aus: Der irdische Tag) – 2. Schwarzer Regengesang („Ein schwarzer, singender Regen stürzt…“; aus: Der irdische Tag) – 3. Auf dem Fischmarkt („Silbern glänzen die Fische…“; aus: Der unverstörte Kalender) – 4. Die Stadt in allen Winden („Von allen Seiten gleiten die Winde in die Stadt…“; aus: Der irdische Tag) – 5. Auf dem Sankt Anna Platz („Regen fällt. Schon sind die Kinder fort…“; aus: Der unverstörte Kalender) – 6. Der Kürbis („Der fette Kürbis schwillt, erdkugelhaft…“; aus: Unter hohen Bäumen) – 7. Der Mond („Der Mond kommt jetzt sehr früh herauf…“)
- Waldemar Klink: Wein und Sterne (1966). 4 Lieder für gemischten Chor und Klavier
- Manfred Kluge: Könige und Hirten (1959). Motette für 4-stimmigen Chor
- Franz König (1912–1993): Im Wein birgt sich viel für 4-stimmigen Männerchor a cappella (= evtl. Zyklus mit mehreren Texten aus Lob des Weines, u. a. Rausch, UA durch den Kölner Männer-Gesang-Verein; vgl. Brittings Brief an Georg Jung vom 1. Februar 1949)
- Karl Michael Komma: Lob des Weines (1959). 12 Lieder für Tenor und Klavier
- Ludwig Kraus (1897–1968): Vier Gesänge
- Georg Krietsch (1904–1969): Der alte Mond (vermutlich Chorwerk; Texte: der gleichnamige Zyklus aus Rabe, Roß und Hahn). UA vor 1948(?) Lindau (vgl. Brittings Brief an Georg Jung vom 29. Juni 1948)
- Ernst Kutzer: Lob des Weines (1997). 7 Lieder für tiefe Männerstimme und Klavier oder Orchester. UA (Klavierfassung) 4. Oktober 1997 Regensburg (Weinschenk-Villa)

1. Vorm Wirtshaus, an der Eisenstang („Das ist mein alter Kinderpfad…“) – 2. Allein beim Wein („Wie im Glas der gelbe Wein…“) – 3. Vor dem Gewitter („Der Nußbaum glänzt mit allen tausend Blättern…“) – 4. Der Forellenfischer („Der Donner hat geknallt…“) – 5. Das Windlicht („Im Garten / Zur schwarzen Mitternacht…“) – 6. Ernüchterung („Dein Herz ist klug genug, es zu wissen…“) – 7. Herbstgefühl („Tiefblaue Trauben hängt der Herbst vors Haus…“)
- Moritz Laßmann: Moritat (2022) für Stimme und Klavier[8]
- Fred Lohse: Fünf Lieder (1958) für Bariton und Klavier
- Mark Lothar: Anfang und Ende. Liederzyklus für Sopran, Flöte, Klarinette, Harfe, Klavier, Harmonium, Pauke und Streichquartett. UA 1950 Memmingen (mit Annelies Kupper [Sopran])
- Walther Prokop: Lob des Weines (2005). 7 Lieder für Mezzosopran oder Bariton und Klavier. UA 5. Mai 2006 Gars am Inn (Pfarrsaal)

1. Auserwählt („Was meinen die Klugen vom Wein?“) – 2. Im Wein birgt sich viel – 3. Schenke in Palermo („Schwarze Purpurtraube…“) – 4. Lob des Weines („Weil ich allein bin…“) – 5. Der Semiramis Gärten („Wo der Wein hängt, / Trauben der Lust…“) – 6. Rausch („Rausch, mein riesiger, bartumwallter / Bruder…“) – 7. Herbstgefühl („Tiefblaue Trauben hängt der Herbst vors Haus…“)
- Gerhard Rabe (* 1944): Fröhlicher Regen. In: Jahresbilder. (1981?). Kantate auf Worte verschiedener Dichter für gleichstimmigen Chor, gemischten Chor und Orchester oder Klavier
- Helmut Richter (* 1927): Unruhe („Immer wieder blühn die Gärten…“; 1959), aus Weg-Gefährten (1962) für 2 Stimmen und Instrumente
- Hilger Schallehn: Aphorismen zum Wein. Kantate für gemischten Chor und symphonisches Blasorchester
- Hans Schanderl: Das Blaugewölb der Nacht mit Silber feuchtend… (2014). Zyklus für Solostimme, Vokalensemble und Instrumentalensemble. UA 27. April 2014 Regensburg (Runtingersaal)

1. Kurze Antwort („Warum ich von Liebe nicht singe?“) – 2. Feuerwoge jeder Hügel (aus: Der irdische Tag) – 3. Dunstiger Abend („Weißes schickt der Fluß herauf…“) – 4. Ich sehe nichts als nur dein helles Haar („Blüten taumeln auf dein helles Haar…“) – 5. Der irdische Tag („Wessen der andre auch ist…“) – 6. Süddeutsche Nacht („Das Schilf brummt einen tiefen Ton…“; aus: Der irdische Tag)
- Hartmut Schmidt: Hoch am Berg (1988) für gemischten Chor. Text: nach Georg Britting und Hildegard von Bingen
- Konrad Seckinger (1935–2015): Gesänge zur Nacht (1976). Fünf Lieder für gemischten Chor
- Bruno Stürmer: Mondnacht auf dem Turm („In den Bäumen geht der Wind leis…“; aus: Rabe, Roß und Hahn). In: Drei Kammerchöre. (1954). Texte: Hans Schwarz [1], Alex Steinmetz [2] und Georg Britting [3]
- Heinrich Sutermeister: Drei Lieder (1961) für 4-stimmigen Männerchor a cappella

1. Einem Wirtshausgarten gegenüber („Einer Mandoline Zittern…“; aus: Der irdische Tag) – 2. Frühmorgens („Der Rauch der dämmernden Frühe…“; aus: Rabe, Roß und Hahn) – 3. Der Hahn („Zornkamm, Gockel, Körnerschlinger…“; aus: Rabe, Roß und Hahn)
- Lothar Voigtländer: Unter hohen Bäumen gehen (~1963/65) für gemischten Chor a cappella
- Wilhelm Weismann: Jahreszeiten (1970). Madrigalzyklus für 5-8-stimmigen gemischten Chor a capella. Texte: Bertolt Brecht (Der Frühling), Georg Britting (Sommerlicher Garten: „Grüne Wildnis, hinter dem Zaun zu schauen…“), Johann Wolfgang von Goethe (Herbstgefühl), Friedrich Hölderlin (Der Winter)

Bearbeitung fürs Musiktheater
- Michael Schneider: Der Mann im Mond (1991/92). Expressionistisches Drama nach Georg Britting für 3 Sprechrollen, Oboe, Saxophon, Violine, Violoncello und Schlagzeug (1 Spieler). UA 27. November 1992 Bern (Ad-hoc-Ensemble der Jungen Bühne Zürich und des Konservatoriums Bern, Dirigent: Jean-Luc Darbellay)